# Sankt Peter im Sulmtal
Sankt Peter im Sulmtal è un comune austriaco di 1 322 abitanti nel distretto di Deutschlandsberg, in Stiria.